# Comedy Club
«Comedy Club» (укр. «Клуб комедії», вимовляється на американський манер «Комеді клаб») — російське шоу, що виходить з 23 квітня 2005 в жанрі «стендап» на російському телеканалі ТНТ. З 23 квітня 2010 року передача виходить у новому форматі.

## Історія
Російський «Comedy Club» був створений 2003 року командою КВН «Нові вірмени», до складу якої входили Артур Джанібекян, Артак Гаспарян, Артур Тумасян, Арташес Саркісян, Гарік Мартиросян та інші. Його ідея з'явилася ще 2001 року, коли Арташес Саркісян, побувавши в США, побачив місцевий «Comedy Club» і познайомився з таким жанром як Стенд-ап. Часом стали з'являтися нові учасники «Comedy Club», переважно з КВК.
23 квітня 2005 року «Comedy Club» вперше вийшов в ефір телеканалу ТНТ. Рейтинги програми стали швидко зростати, а разом з ними з'явилися гроші на нові проєкти. Згодом вони створили свою продюсерську компанію «Comedy Club Production».
15 квітня 2007 року на ТНТ був показаний сотий випуск програми. Регулярно виходять нові випуски та інші проєкти, наприклад, спецвипуски на російському Першому каналі, гумористичні фестивалі та продюсування учасниками «Comedy Club» проєктів інших телепередач. З появою на програмі нового режисера-постановника Сергія Широкова 23 квітня 2010 «Comedy Club» вийшов з новою музикою та оновленим оформленням. Також випуски «Comedy Club» демонструються на українському НЛО TV та М1 і російському ТНТ-Comedy.
8 квітня 2010 року відбулася презентація нового «Comedy Club». На новій сцені постійне місце зайняли музичні інструменти — рояль та ударна установка. У центрі сцени — синій диван і два крісла. На задньому фоні — великий екран, на якому демонструються відеосюжети. Артисти, іменовані як «резиденти» виходять на сцену, спускаючись з другого поверху на ескалаторі. Музичний супровід номерів, а також відбиття та джингли, граються наживо.
Роман Петренко, генеральний директор ТНТ сказав такі слова про новий «Comedy Club»:

Як відомо, автомобільні компанії кожні три-чотири роки випускають нову модель, довшу та сексуальну, у якої потужніший двигун та красивіша вихлопна труба, а кожні п'ять років компанії створюють концепт-кар. «Comedy Club» цього року п'ять років, ми вирішили не відставати від передових виробників автомобілів та випустити наш власний концепт-кар — Новий «Comedy Club».

Перші випуски нового формату тривали півтори години, включаючи рекламу. Пізніше тривалість була зменшена до години.

## Підготовка передачі
Працює штатна творча група — авторський відділ, в який входять більше 50 авторів, не рахуючи регіональних. Однак майже всі номери резиденти придумують самі, часто імпровізуючи на сцені.

## Резиденти

### Нинішні
- Гарік Мартиросян — ведучий шоу, власний гумористичний монолог, мініатюри, імпровізація.
- Ігор Лукін — ведучий шоу, власний гумористичний монолог мініатюри, імпровізація
- Павло «Сніжок» Воля — власний гумористичний монолог, мініатюри, імпровізація (зазвичай під час спілкування з присутніми в залі знаменитостями).
- Роман «Сніжок» Санін — власний гумористичний монолог, мініатюри, імпровізація (зазвичай під час спілкування з присутніми в залі знаменитостями).
- Тимур «Каштан» Батрутдінов — мініатюри (часто разом з Гаріком Харламовим), кандидат у депутати Єгор Батрудов. Виступає в парі з Михайлом Галустяном та Гавром. Дані Трапезниковим Учасник груп «Губи», «Два Антона».
- Гарік «Бульдог» Харламов — виступає в мініатюрах, найчастіше разом з Тимуром Батрутдінова. Персонаж: Едуард Суворий.
- Іван Гордєєв — мініатюри, монологи, веде рубрику «Гавр Upgrade», спільно з Тимуром Батрутдінова Дані Трапезникова є учасником групи «Губи» і «два Антона».
- Віктор Васильєв — мініатюри, монологи. Раніше виступав у дуеті «Митя та Вітя» з Дмитром Хрустальовим. Вітя переважно виступає один із власною рубрикою фотоідіотізмів, і в мініатюрах з іншими резидентами.
- Дмитро «Люсек» Сорокін, Зураб Матуа та Андрій Аверін — музичні замальовки, музичні експерименти, учасники групи «Губи».
- Дует «Сестри Зайцеви» (Олексій Ліхницький, Роман Юнусов) — мініатюри, монологи, рубрика: Welcome to Russia, інструкція для іноземців.
- Дует імені Чехова (Антон Лірник та Андрій Молочний) — мініатюри.
- Олександр Незлобин — власний гумористичний монолог, іноді життєві, мініатюри.
- Сергій Горелік («Серж Горілий») — знавець рубрики про правильне спілкування з дівчатами «Попередні ласки», а також учасник групи «United Sexy Boys» під кличкою «Turbo».
- Семен Слєпаков — бард-«десятник».
- Михайло Галустян — мініатюри, зазвичай з Тимуром Батрутдіновим. з'являється переважно та спецвипусках. Гість. Рідко.
- Деміс Карибів («Деміс Карібідіс») — мініатюри, зазвичай з Тимуром Батрутдінова та Гаріком Харламовим. Веде рубрику іноземних мов.
- Марина Кравець — мініатюри, зазвичай з Андрієм Аверіним, Зурабом Матуа і з Дмитром Сорокіним, а також з іншими учасниками «Comedy Club».
- Дмитро Грачов — виступає в образі Володимира Путіна. Рідко.
- Руслан Білий — життєві монологи.
- Вадим Галигін — мініатюри та монологи (зазвичай з Гаріком Харламовим, з Віктором Васильєвим, з Демісом Карібовим, з Тимуром Батрутдінова, Дані Трапезникова .з Гаріком Мартиросяном і з Олександром Ревва).
- Дует «20:14» (Роман Попов та Оганес Григорян) — мініатюри.
- Тріо «Смирнов, Іванов, Соболєв» (Ілля Соболєв, Антон «Бандерас» Іванов та Олексій «Смірняга» Смирнов) — мініатюри. Колишні учасники «Убойной ліги».
- Андрій Скороход — мініатюри (зазвичай з Демісом Карібовим, Андрієм Аверіним, Зурабом Матуа, Дмитром «Люсек» Сорокіним і з Тимуром Батрутдінова). Персонаж: репер Глебаті.
- Сергій Свєтлаков — виступає в ролі Митрича. Гість.
- Сергій Кутергін — гуморист з дитячим церебральним паралічем. Виступає один, під сценічним псевдонімом «Сергійович», жартує над своєю недугою.
- Дует «Так» (Махмуд Гусейнов та Магомед Муртазалієв) — мініатюри
- Олександр Сас та Олександр Губін — мініатюри
- Михайло Башкатов — мініатюри (зазвичай з Тимуром Батрутдінова).
- Станіслав Ярушин та Арарат Кещян — мініатюри.
- Іван Пишненко та Дмитро Кожома — мініатюри
- Гаврило «Гавр» Тихонов — мініатюри, монологи, веде рубрику «Гавр Upgrade», спільно з Тимуром Батрутдіновим і Дані Трапезниковим є учасником групи «Губи» і «два Антона».

### Групи
- «Нестрой Band» — зараз не виступають. Раніше в основний складу групи входили: Олександр Незлобин, Ігор «Елвіс» Меерсон та Марина Кравець.
- «United Sexy Boyz» (скорочено — «USB»). Група, що пародіює майже всі види естрадної музики. Учасники групи:
  - Микита (Костянтин Маласаев) — кожну свою фразу починає словами: «А я Микита…».
  - Гена (Дмитро Вьюшкін) — постійно мовчить, але досконало знає німецьку мову.
  - Стас (Андрій Шелков) — кожну свою фразу починає словами: «Давайте я скажу, ага…».
  - Turbo (Сергій Горелік) — найхаризматичніший учасник групи.
  - Дюша Метелкин (Андрій Мінін) — лідер групи; після виголошення своєї репліки частково повторює її англійською.

Сценічний образ — група, нібито що записує по альбому в тиждень, і яка знімає до нього кліпи. Всі кліпи починаються фразою Дюши Метелкіна «USB тут. Тут все: Микита, Стас, Гена, Turbo і Дюша Метелкін» (винятку рідкісні), потім з'являється інформація про кліп під звук підключення USB-пристрою в Microsoft Windows XP. Учасники групи є гравцями команди КВН «Максимум» (Томськ).
- «Губи» — співаюча веселі пісні фолк-група, заснована 2007 року Тимуром Батрутдіновим, Романом Юнусовим, Гавром, Гаріком Харламовим, Андрієм Аверіним, Дмитром Сорокіним Дані Трапезниковим та іншими резидентами. Раніше група «Губи» потрібна була в епізодичних мініатюрах, але потім група розширила свою популярність, заспівавши пісню «Носи Вуса». Зараз група не виступає.
- «Jukebox» — алюзія на назву групи «Jukebox».
- «Коричневий джем» — панк-група з Воронежа, що складається з Рила (Андрій Аверін), Цвілі (Дмитра Сорокіна) та Дебіла (Зураб Мату).

### Колишні
- Таш Саркісян та Аміран Сардаров — колишні ведучі шоу. Не виступає, але є резидентом Comedy Club. Перестав виступати 2014 року. Також є співведучим Гаріка Мартиросяна та Ігора Лукіна.
- Олександр Ревва — мініатюри.
- Червона бурда — монологи (в рубриці спеціальний гість)
- Таїр Мамедов — пародії на «Програму максимум», а також інші монологи та мініатюри. Виступав у програмі з 23 квітня 2003 року до 2007 року. Спочатку виступав у дуеті «Бітлз» з Єгором Алексєєвим.
- Тимур Родрігез та Макс Перлов — музичні номери та пародії. Виступали з 2003 до 2008 року[2].
- Любінда Арачагу та Віталій Мілонов — мініатюри, гумористичні монологи історії з життя іноземця приїхав до Росії. Виступали у 2007 та 2009 роках.
- Тріо «Неросійський Розмір» (Емін Фатуллаєв та Дмитро Циганов Павло Івлєв) — мініатюри та монологи. Виступали у 2003 та 2004 роках.
- Ігор «Елвіс» Меерсон — швидкі діалоги, розмовні монологи. Також виступав у мініатюрах з Олександром Незлобіна в дуеті «Метелики». Виступав з 2006 року до 2010 року.
- Сергій Безсмертний та Едвард Біл (Сергій Мохначов та Едуард Біль) — монологи, музичні замальовки. Виступали З 2004 року по 2013 рік. З появою нового Comedy Club Виступали рідко.
- Єгор Алексєєв — мініатюри. Виступав в дуеті «Бітлз» разом з Таїром Мамедовим.
- Дмитро Хрустальов — мініатюри, монологи. Виступав з літа 2007 року до 11 листопада 2011 року. Раніше виступав у дуеті «Митя та Вітя» з Віктором Васильєвим (2007—2011). Колишній ведучий Comedy Woman.
- Олег Верещагін — мініатюри, монологи. Виступав з літа 2007 року до 16 листопада 2012 року. Раніше виступав у дуеті з Гавром (діалоги між «офіціантом» (Гордєєв) та «охоронцем» (Верещагін), а також мажори).
- Євген «Єнот» Тютелев та Михайло «Єнот» Литвин  — новини, монологи.
- Геннадій Жирнов та В'ячеслав Журавльов — мініатюри.
- Олексій Загорський — монологи.
- Дует «Добрий Вечір» (Андрій «Бурим» Насонов, Сергій «Лось» Стахов, Олексій «Бурим» Насонов та Ольга Веремій) — мініатюри.
- Ігор Куролєсов, Алекс Аморалес та Ангеліна Пичик — музичні номери та пародії.
- Дядя Жора (Вадим Мічковський) — монологи, пантоміми, мініатюри.
- Григорій Малигін та Дмитро Нікулін — кримінальна хроніка.
- Федоров та Кльоцкін — мініатюри (Тільки на фестивалі в Туреччині).
- Дмитро Покрас і Стас Борода — мініатюри (Тільки на фестивалі в Туреччині).
- Павлов Павло та «Ля Мажор» Вахітов — музичні номери та пародії (тільки на фестивалі на Пафосі).
- Антон Борисов — монологи (тільки на фестивалі на Пафосі)
- Максим «криголам» Бахматов Макс «криголам» Назаров — уявлення гостей (тільки на фестивалі на Пафосі).
- Назар Житкевич — пантоміми
- Слава «Скала» Комісаренко та Дмитро «розмазня» Невзоров — мініатюри (тільки на фестивалі в Сицилії).
- Дует «Любов» (Катя та Сергій) — мініатюри про стосунки чоловіка та жінки
- Євген Агабеков — муз. фантазії.
- група «Five» — музичні номери.
- Sex Pistols — мініатюри.
- Дует «Сусіди» — мініатюри.
- Андрій Рожков (зазвичай з Олександром Ревва) — капітан команди КВК «Уральські пельмені».
- В'ячеслав Слуцький — серія звукових мініатюр.
- Великий, Бабай і Леха — мініатюри.
- Даня Трапезников — монологи про стосунки чоловіка та жінки та мініатюри з літа 2003 року до листопада 2012 року. Раніше виступав у дуетах із Тимуром Каштан Батрутдіновим та Анатолієм Іваниченком.
- Василь Платов та Дмитро Валуєвич — музичні номери та пародії. Виступали з 2003 до 2008 року.
- Анатолій Іваниченко — монологи про стосунки чоловіка та жінки та мініатюри з літа 2003 року до 18 листопада 2011 року. Раніше виступав у дуетах Тимуром Каштан Батрутдіновим, Дані Трапезниковим і Стаса Барецького
- Стас Барецький — монологи про стосунки чоловіка та жінки та мініатюри з літа 2003 року до 16 листопада 2012 року. Раніше виступав у дуетах із Тимуром Каштан Батрутдіновим, Дані Трапезниковим та Анатолієм Іваниченком.
- Тріо «Трапезников, Гірусов, Головін» — (Даня Трапезников, Федір Гірусов, Сергій Головін) — мініатюри та музичні номери. Виступали з літа 2007 року по 15 лютого 2008 року.

### Сценічні образи
- Бабуся Бетмен — образ-маска Олександр Ревва на сцені, один з його перших образів, смішно говорить бабуся, придумана Ревва 2004 року. Також відомі бабуся провінційного актора та бабуся-знахарка Олександра Кузьмінішна.
- Едуард Суворий — образ Гаріка Харламова на «Comedy Club», придуманий 2008 року. Бард-психопат. Виступав на вигаданих телеканалах Х * й ТБ, ТБ Б *** ь, ЦКТЗ ТВ, БАБА ТВ, Русское Нерада, Наше Расп*****ське ТБ, Крик Підмосков'я, Останній, НТВ-, Золотий дощ, які дивляться чи слухають не більше одного випадкового глядача/слухача. Провідні між піснями говорять витяги з біографії барда, повні логічних та раціональних нестикувань.
- Людина-ховрах — образ Вадима Галигіна, придуманий на самому початку його кар'єри в «Comedy Club», 2005 року. Людина, який веде свої монологи, завжди підкреслюючи, що «ховрах, с * ка, особистість». Буквально про всі речі говорить зі словом «с * ка». За розповіддю ведучого, людина цей помер 1996 року, потім «реінкарнувався в ховраха-переростка».
- Гламурний покидьок — так називають Павла Волю, веде монологи з імпровізацією, насміхаючись над зірками шоу-бізнесу, з 2005 року.
- Сестри Зайцеви — сценічний псевдонім Романа Юнусова та Олексія Ліхницького.
- Єгор Григорович Батрудов — персонаж Тимура Батрутдінова, смішний кандидат у депутати Єгор Батрудов (Є. Б.) з партії «За Правильну Росію» (ЗПР). збірна пародія на представників влади, що дають одні обіцянки. Створив гасло: «Голосуй за ЕБ! За ЗПР!». Виступає з 23 квітня 2010 року.
- Митрич — герой Сергія Светлакова, сивий, бородатий, пришелепкуватий старий. Помирає в кожній мініатюрі, часто достатньо дурними образами. Персонаж створений в період появи нового «Comedy Club» — з 23 квітня 2010 по квітень 2011 року.
- Бард-десятник (за аналогією з «шістдесятниками») — персонаж Семена Слепакова, виконавець авторських пісень, зазвичай, сатиричного та гумористичного змісту. персонаж створений в період появи нового «Comedy Club» — з 23 квітня 2010 року.
- Сім'я тусовщиків — образ Тимура Батрутдінова та Гавра. Гумор полягає в тому, що хлопці кажуть свої репліки під імпровізовану клубну музику, яку створює гурт «Jukebox».
- Артур Пирожков — образ Олександр Ревва, «супермачо».
- Олігарх і його молода дружина — часта лінія мініатюр Антона Лірника (олігарх Антон) та Андрія Молочного (його дружина Олена). Кожна мініатюра полягає в тому, що дружині олігарха або щось потрібно, або щось спало їй на думку.
- Валера Алевтинович Бабушкін — образ Тимура Батрутдінова. Сором'язлива людина без життєвого та сексуального досвіду, який у своєму житті працював у багатьох місцях, причому скрізь примудряючись здійснювати безглузді вчинки. Знімає кімнату у бабусі.
- Олексій Новацький — образ Олександр Ревва. Фокусник-шарлатан, який намагається довести, що він справжній маг, видаючи за справжнє чаклунство самі банальні фокуси.
- Реп-колектив — сюжетна лінія Дмитра Сорокіна, Зураба Матуа та Андрія Аверіна (іноді до них приєднується Марина Кравець). Реп-колектив, який читає «блатний» реп, постійно змінює назви та міста і використовує всього лише один мотив акомпанементу.
- СуперСтас — образ Олександр Ревва. Фітнес-інструктор, який дає поради по схудненню, і робить розминку.
- Хор — сюжетна лінія Дмитра Сорокіна, Зураба Матуа, Андрія Аверіна та Марини Кравець. постійно гастролюючий хор, складається з солістки та чоловічого хору, різко невдоволеного авторитетом солістки. Виступаючи переважно перед іноземними слухачами, вони дозволяють собі сперечатися і сперечатися на сцені.
- Дон Дігідон — образ Олександр Ревва. Дуже багата людина, яка вважає, що він «Класний батько».
- Вадим Павлович Семягін (Галів, залисинами)  — образ Вадима Галигіна. Придуманий 2012 року. Керівник костромського РУВС, часто дає інтерв'ю стосовно справ та подій, які він розслідував.
- Глебаті — образ Андрія Скорохода. Псевдонім — очевидна пародія на Тіматі. За власними словами, надпопулярний початківець репер з Детроіцка (Троїцька, російського Детройта).
- Мер Усть-Ольгинська — образ Гаріка Харламова на «Comedy Club». Придуманий 2013 року. Кримінальний авторитет, який обіймає посаду мера Усть-Ольгинська, Поєднує в собі всілякі пороки стереотипного російського чиновника (хабарництво, брехня, злочинні зв'язки, вживання наркотиків і т. д.).
- Типочк — образ Дані Трапезникова

Також у програмі виступали резиденти з регіональних відділень «Comedy Club», учасники «Убойной Ліги» та переможці «Comedy Баттл», гравці КВН (Андрій Рожков, Дмитро Соколов, Олександр Пишний), зірки естради (група «Прем'єр-міністр», Антон Зайцев, Борис Репетур, Михайло Боярський, Григорій Лепс, група «Чай вдвоем», Сосо Павліашвілі, Іван Ургант, Тіматі, Йосип Кобзон), політик Володимир Жириновський та німецький актор Тіль Швайгер.

## Критика
Критики шоу вважають, що воно зайве комерціалізувати, а виступи резидентів, зазвичай, містять неприпустимий в цивілізованому суспільстві туалетний гумор. 2008 року резиденти Comedy Club взяли участь у телевізійному ток-шоу Олександра Гордона «Гордон Кіхот», де, зокрема, звинувачувалися у вульгарності та використанні ненормативної лексики.
Кілька висловлювань з приводу передачі дав письменник-сатирик Михайло Задорнов: «Вони не можуть виступати щотижня: немає таких талантів, які можуть щотижня писати дотепно й іскрометно. І вони перейшли навіть не на вульгарність, на фізіологію. Це така погань! Причому, найприкріше, що вони талановиті. І вони угробили свій талант». Яків Шустов в «Російському журналі» поставив під сумнів талант учасників: «Більшість клубних жартів про політику справляють враження придуманих членами руху „Наші“, вигнаних за розумову відсталість».
Неодноразово критичну оцінку шоу давав рок-музикант Михайло Горшеньов, відзначаючи неприкрите копіювання західних ідей: «У нас навіть не потрудилися придумати щось своє або хоча б трохи змінити. Це безглузда тема, за яку особисто мені соромно. Коли я дивлюся ці здерті з західних стандартів програми, у мене такий сором навертається! Соромно за культуру-то!».
6 вересня 2013 року журналіст Сергій Пархоменко звинуватив «Comedy Club» у пособництві фальсифікаціям виборів мера Москви, за випуск, присвячений виборам, на який був запрошений лише кандидат від влади С. Собянін.

## Факти
- Постійний член журі КВН Юлій Гусман в одному з інтерв'ю оцінив дочірній проєкт «Наша Russia» вище, ніж саму передачу «Comedy Club»[9].
- 2008 року шоу створило свій телеканал Comedy TV[ru], де показують різні передачі телекомпанії «Comedy Club Production».
- 2008 році анімаційна студія «Toonbox» випустила мультсеріал «Справжні пригоди Білки та Стрілки»[10] за сценарієм учасників «Comedy Club».
- 2009 року, за версією російськомовної версії журналу «Forbes», річний дохід «Comedy Club» склав $8,3 мільйона.[джерело не вказане 4256 днів]
- 2011—2012 рр.. у Новий рік проводилися вручення премії «Зірка ТНТ в Comedy Club».
- 2012 — помер Анатолій Іваниченко
- 2017 — помер Даня Трапезников